# Katarzyna Agnieszka Sapieha
Pour les articles homonymes, voir Sapieha.
Katarzyna Agnieszka Ludwika Sapieha, née le 14 janvier 1718 à Koźmin, morte le 2 mars 1779 à Lilienhoff (pl), princesse de la famille Sapieha, maître de chasse (pl) de Lituanie.

## Biographie
Katarzyna Sapieha est la fille de Jan Kazimierz Sapieha et de Ludwika Maria Opalińska.
En 1768, avec son frère Piotr Paweł Sapieha, elle rejoint la Confédération de Bar et organise les activités de la confédération en Grande-Pologne.
Elle décède le 2 mars 1779 dans son domaine Lilienhoff. Elle est inhumée dans l'église de Cieszków.

## Mariages et descendance
Le 29 juin 1733, Katarzyna Sapieha épouse son cousin Michał Antoni Sapieha (1711-1760). Ils ont un fils:
- Jan Sapieha (1735-1737)

Conclu sans la dispense nécessaire pour un mariage entre cousins, celui-ci est annulé en septembre 1743.
En 1745, elle épouse Albert Pawel Żywny von Lilienhoff, avec lequel elle a deux fils:
- Jan von Lilienhoff et Adelnau
- Joachim von Lilienhoff-Zwowitzki

## Sources
- Notices d'autorité :   - VIAF
  - NUKAT

- (pl) Cet article est partiellement ou en totalité issu de l’article de Wikipédia en polonais intitulé « Katarzyna Agnieszka Ludwika Sapieha » (voir la liste des auteurs).